# Каловские
Каловские (пол. Kałowski) — польско-русский дворянский род герба Кораб.
Переселились, вероятно, в конце XVI века из Польши в Россию. Несколько Каловских служили в XVII веке головами и «начальными людьми» над уфимскими дворянскими сотнями.
Род Каловских был внесён Герольдией в VI часть Дворянской родословной книги Уфимской, Симбирской и Тверской губерний Российской империи.